# Agapetus rawana
Agapetus rawana är en nattsländeart som beskrevs av Schmid 1958. Agapetus rawana ingår i släktet Agapetus och familjen stenhusnattsländor. Inga underarter finns listade i Catalogue of Life.